# Marquesado de Placetas
El marquesado de Placetas es un título nobiliario español creado el 12 de febrero de 1878 por el rey Alfonso XII en favor de José Martínez-Fortún y Erlés, coronel de caballería.
Fue rehabilitado en 1991, durante el reinado de Juan Carlos I, por Ana María Naranjo Olmedo, que es la actual titular del marquesado.

## Marqueses de Placetas
|                                  | Titular                      | Periodo                  |
| Creación por Alfonso XII         | Creación por Alfonso XII     | Creación por Alfonso XII |
| -------------------------------- | ---------------------------- | ------------------------ |
| I                                | José Martínez-Fortún y Erlés | 1878-¿?                  |
| Rehabilitación por Juan Carlos I |                              |                          |
| II                               | Ana María Naranjo Olmedo     | 1991-hoy                 |

## Historia de los marqueses de Placetas
- José Martínez-Fortún y Erlés (n. Logroño, 16 de noviembre de 1824), I marqués de Placetas, coronel de caballería, benemérito de la patria, comendador de la Orden de Isabel la Católica y de la de Carlos III.[1]

Casó con Susana Oliver-Wilson y Smith-Sabin.
El 13 de marzo de 1991, tras convocatoria de los solicitantes el 26 de diciembre de 1983 (BOE del 28 de enero de 1984) y real decreto del 17 de enero de 1991 (BOE del 9 de febrero), le sucedió, por rehabilitación:
- Ana María Naranjo Olmedo, II marquesa de Placetas.

Casó en octubre de 1969, en la iglesia de Santa María de la Alhambra de Granada, con Enrique Kirkpatrick y Mendaro, tercer hijo de Luis Kirkpatrick O`Donnell, Barón de Closeburn y de su esposa Blanca Mendaro Romero.